# Peteroma jarinta
Peteroma jarinta är en fjärilsart som beskrevs av William Schaus 1901. Peteroma jarinta ingår i släktet Peteroma och familjen nattflyn. Inga underarter finns listade i Catalogue of Life.